# 론 폴
로널드 어니스트 "론" 폴(영어: Ronald Ernest "Ron" Paul, 1935년 8월 20일 ~ )은 미국의 정치인이자 예비역 미국 육군 군의관 중위이다.
펜실베이니아주 출신이다. 게티즈버그 대학교를 거쳐 듀크 대학교 메디컬 스쿨을 졸업하였다. 텍사스주로 옮겨 산부인과 의사로 활동했다. 본래 정치에 뜻을 두고 있던 그는 1960년대에 공화당 소속 정치인의 선거운동에 참여했고, 1974년과 1976년 텍사스주 남부 지역구의 연방 하원의원 선거에 무소속 후보로 출마했으나, 민주당 후보에게 패했다. 1978년 하원의원 선거에 출마하여 당선됐으며, 1980년, 1982년 재선되었다. 1984년 연방 상원의원 선거에 도전했으나, 공화당 예비선거에서 패했고, 1985년 하원의원 임기 종료와 함께 의회를 떠났다. 자유의지주의자로 전쟁에 반대하고 감세를 지지하는 그는 1988년 대통령 선거에 자유당의 지지로 출마, 전국적으로 0.5%의 표를 얻었다. 1996년 공화당 소속으로 다시 하원의원 선거에 출마, 당선되었고, 이후 2008년까지 2년 주기의 선거에 계속 당선되어 하원의원으로 재직 중이다. 그는 독특한 경력과 주장으로 주목을 받았고 전쟁에 반대하는 입장을 고수하여 공화당 소속으로는 드물게 이라크 전쟁에도 반대했다. 그러나 공화당에서는 주류의 입장에 속하지 않으므로 공화당에서 큰 위치를 차지하지는 못한 가운데, 2008년 대통령 선거 출마를 선언했다. 공화당원 전체의 지지율은 낮아 후보로 선출될 가능성은 없었고 존 매케인이 일찌감치 후보로 확정되었지만 그를 지지하는 일정한 층이 존재하는 가운데 그는 가장 늦게까지 경선을 포기하지 않았다. 미국에서 대표적인 자유의지주의 신봉자로 알려진 저술가로 유명하며 독특한 행보로 눈길을 끌고 있는 가운데 4월 27일 2012년 대선 행보를 공식적으로 발표했으며 당내 경선 3위로 선거 캠페인을 마쳤다.

## 역대 선거 결과
| 선거명        | 직책명                       | 대수  | 정당   | 1차 득표율 | 1차 득표수 (선거인단) | 2차 득표율 | 2차 득표수 | 결과 | 당락                   |
| ------------- | ---------------------------- | ----- | ------ | ---------- | --------------------- | ---------- | ---------- | ---- | ---------------------- |
| 1974년 선거   | 하원의원 (텍사스 제22선거구) | 94대  | 공화당 | 28.35%     | 19,483표              |            |            | 2위  | 낙선                   |
| 1976년 재선거 | 하원의원 (텍사스 제22선거구) | 94대  | 공화당 | 39.59%     | 14,386표              | 56.16%     | 39,041표   | 1위  | 텍사스주 하원의원 당선 |
| 1976년 선거   | 하원의원 (텍사스 제22선거구) | 95대  | 공화당 | 49.93%     | 96,267표              |            |            | 2위  | 낙선                   |
| 1978년 선거   | 하원의원 (텍사스 제22선거구) | 96대  | 공화당 | 50.56%     | 54,643표              |            |            | 1위  | 텍사스주 하원의원 당선 |
| 1980년 선거   | 하원의원 (텍사스 제22선거구) | 97대  | 공화당 | 51.04%     | 106,797표             |            |            | 1위  | 텍사스주 하원의원 당선 |
| 1982년 선거   | 하원의원 (텍사스 제22선거구) | 98대  | 공화당 | 100.00%    | 66,536표              |            |            | 1위  | 텍사스주 하원의원 당선 |
| 1988년 선거   | 미국의 대통령                | 41대  | 자유당 | 0.47%      | 432,184표 (0명)       |            |            | 3위  | 낙선                   |
| 1996년 선거   | 하원의원 (텍사스 제14선거구) | 105대 | 공화당 | 51.08%     | 99,961표              |            |            | 1위  | 텍사스주 하원의원 당선 |
| 1998년 선거   | 하원의원 (텍사스 제14선거구) | 106대 | 공화당 | 55.25%     | 84,459표              |            |            | 1위  | 텍사스주 하원의원 당선 |
| 2000년 선거   | 하원의원 (텍사스 제14선거구) | 107대 | 공화당 | 59.71%     | 137,370표             |            |            | 1위  | 텍사스주 하원의원 당선 |
| 2002년 선거   | 하원의원 (텍사스 제14선거구) | 108대 | 공화당 | 68.09%     | 102,905표             |            |            | 1위  | 텍사스주 하원의원 당선 |
| 2004년 선거   | 하원의원 (텍사스 제14선거구) | 109대 | 공화당 | 100.00%    | 173,668표             |            |            | 1위  | 텍사스주 하원의원 당선 |
| 2006년 선거   | 하원의원 (텍사스 제14선거구) | 110대 | 공화당 | 60.19%     | 94,380표              |            |            | 1위  | 텍사스주 하원의원 당선 |
| 2008년 선거   | 하원의원 (텍사스 제14선거구) | 111대 | 공화당 | 100.00%    | 191,293표             |            |            | 1위  | 텍사스주 하원의원 당선 |
| 2010년 선거   | 하원의원 (텍사스 제14선거구) | 112대 | 공화당 | 75.99%     | 140,623표             |            |            | 1위  | 텍사스주 하원의원 당선 |